# Louis Carlen
Louis Carlen (Brig, 17 januari 1929 – aldaar, 23 augustus 2022) was een Zwitsers notaris, advocaat, politicus en hoogleraar aan de Universiteit van Fribourg en de Universiteit van Innsbruck.

## Biografie

### Afkomst en opleiding
Louis Carlen was een zoon van Hermann Carlen, een handelaar, en van Amélia Luggen. Hij trouwde met Antoinette Steiner, dochter van een spoorwegarbeider. Hij studeerde rechten aan de Universiteit van Fribourg, waar hij in 1955 een doctoraat behaald met een proefschrift Das Landrecht des Kardinals Schiner: Seine Stellung im Walliser Recht over het gewoonterecht van kardinaal Matthäus Schiner. Daarnaast studeerde hij in Bern, waar hij in 1954 een licentie in de geschiedenis behaalde, en in Lausanne en Parijs. In 1957 vestigde hij zich als notaris en advocaat in Brig.

### Hoogleraar
Van 1965 tot 1971 was hij privaatdocent en van 1971 tot 1993 gewoon hoogleraar aan de Universiteit van Fribourg, waar hij rechtsgeschiedenis en canoniek recht doceerde, alsook het publiekrecht met betrekking tot de verhoudingen tussen kerk en staat. Van 1979 tot 1981 was hij decaan. Vanaf 1967 was hij daarnaast ook buitengewoon hoogleraar en van 1969 tot 1971 gewoon hoogleraar aan de rechtsfaculteit van de Universiteit van Innsbruck. Hij schreef meer dan 1.000 wetenschappelijke publicaties. Vanaf 1973 was hij voorzitter van de Internationale Gesellschaft für Rechtliche Volkskunde.

### Politicus
Tussen 1956 en 1968 was Carlen lid van het gemeentebestuur van Brig. Van 1961 tot 1973 zetelde hij in de Grote Raad van Wallis.

## Onderscheidingen
- Oberwalliser Kulturpreis (1985)

## Werken
- (de)  Das Landrecht des Kardinals Schiner: Seine Stellung im Walliser Recht, 1955.
- (de)  Rechtsgeschichte der Schweiz: eine Einführung, Bern, Francke, 1988, ISBN 3-317-01657-4.
- (de)  Die Kirchensteuer juristischer Personen in der Schweiz, Fribourg, Universitätsverlag, 1988, ISBN 978-3-727-80583-7.
- (de)  Orte, Gegenstände und Symbole kirchlichen Rechtslebens: eine Einführung in die kirchliche Rechtsarchäologie, Fribourg, Universitätsverlag, 1999, ISBN 3-7278-1234-6.
- (de)  Erinnerungen, 2000.